# Leideni konvenciók
A leideni konvenciók vagy leideni rendszer néven ismertté vált szabályrendszer a forrásközléskor alkalmazott jelek használatát hivatott egységesíteni. Az egyes jelek a nyomtatott szövegben igyekeznek visszatükrözni az eredeti szöveg állapotát. A 20. század elejéig a kutatók különböző jeleket használtak az adott hordozóanyagon lévő szöveg változásának, sérüléseinek a jelölésére. A megegyezés alapján elfogadott jeleket 1931-ben a leideni egyetemen tartott nemzetközi orientalisztikai gyűlésen határozták meg. Az eredetileg feliratokhoz készült szabályzatot később a papirológiában és a diplomatikában is alkalmazták, igaz néhány kisebb módosítással.
Ma a legtöbb antik szöveg kiadását a leideni konvenciók alapján készítik el (Loeb Classical Library, Tusculum, Bibliotheca Teubneriana stb.)

## A zárójelek alkalmazása
| Siglum  | Jelentése                                                                                                 |
| ------- | --- |
| [...]   | lacuna, vagy hiány az eredeti szövegben, amit a kiadó nem tud helyreállítani (kiterjedése ismert)         |
| [— — —] | lacuna, vagy hiány az eredeti szövegben, amit a kiadó nem tud helyreállítani (kiterjedése nem ismert)     |
| [abc]   | hiányzó betűk az eredeti szövegből, a kiadó által helyreállítva                                           |
| a(bc)   | rövidítés a szövegben, a kiadó által feloldva                                                             |
| <ab>    | az írnok által helytelenül elhagyott betűk, a kiadó által kiegészítve vagy javítva                        |
| {ab}    | a kiadó által hibásnak vagy fölöslegesnek ítélt betűk                                                     |
| ạḅ      | sérült vagy tisztázatlan betűk, szövegkörnyezeten kívüli olvasatuk bizonytalan                            |
| ...     | a kiadó által helyreállíthatatlannak ítélt betűk nyomai az eredeti hordozón (ókori görög és papirológiai) |
| +++     | a kiadó által helyreállíthatatlannak ítélt betűk nyomai az eredeti hordozón (római kori feliratoknál)     |
| ABC     | világos, de nem odaillő betűk                                                                             |
| [[abc]] | törölt betűk                                                                                              |
| vac.    | üresen hagyott hely (vacat) az eredeti hordozón                                                           |

## Fordítás
- Ez a szócikk részben vagy egészben  a   Leiden Conventions  című angol Wikipédia-szócikk fordításán alapul.  Az eredeti cikk szerkesztőit annak laptörténete sorolja fel. Ez a jelzés csupán a megfogalmazás eredetét és a szerzői jogokat jelzi, nem szolgál a cikkben szereplő információk forrásmegjelöléseként.
- Ez a szócikk részben vagy egészben  a   Leidener Klammersystem című német Wikipédia-szócikk fordításán alapul.  Az eredeti cikk szerkesztőit annak laptörténete sorolja fel. Ez a jelzés csupán a megfogalmazás eredetét és a szerzői jogokat jelzi, nem szolgál a cikkben szereplő információk forrásmegjelöléseként.